# Campionato mondiale maschile under 20 di calcio 2017
Il Campionato mondiale di calcio Under-20 2017, 21ª edizione del torneo, si è svolto in Corea del Sud dal 20 maggio all'11 giugno 2017. 
La Corea del Sud è divenuto il terzo paese, dopo Giappone e Messico, ad aver ospitato una fase finale di tutte le competizioni internazionali FIFA per uomini (Coppa del mondo FIFA, FIFA Confederations Cup, Mondiale Under-20 e Mondiale Under-17). 
I campioni in carica della Serbia non hanno potuto difendere il titolo, non essendosi qualificati per il Campionato europeo del 2016.
Il torneo è stato vinto dall'Inghilterra, al suo primo titolo mondiale.

## Scelta della sede
I paesi interessati ad ospitare l'evento avrebbero avuto tempo fino al 15 maggio 2013 per inviare una richiesta ufficiale. Entro la data stabilita si candidarono 12 paesi.
- Azerbaigian
- Bahrein
- Inghilterra (poi ritirata)
- Francia
- Irlanda
- Messico
- Polonia
- Arabia Saudita
- Sudafrica (poi ritirato)
- Corea del Sud
- Tunisia
- Ucraina

La decisione finale fu presa durante la riunione del Comitato Esecutivo FIFA svoltasi in Brasile il 5 dicembre 2013, e determinò la definitiva assegnazione del torneo alla Corea del Sud.

## Città e stadi
Cheonan, Daejeon, Incheon, Seogwipo, Jeonju e Suwon furono le 6 città scelte per ospitare il torneo.
| Cheonan | Daejeon                   | Incheon                  |
| --- | ------------------------- | ------------------------ |
| Cheonan Stadium                                                                                                   | Daejeon World Cup Stadium | Incheon Football Stadium |
| Capacity: 26.000                                                                                                  | Capacity: 40.535          | Capacity: 20.891         |
| |                           |                          |
| Cheonan Daejeon Incheon Seogwipo Jeonju SuwonCampionato mondiale maschile under 20 di calcio 2017 (Corea del Sud) |                           |                          |
| Seogwipo | Jeonju                    | Suwon                    |
| Jeju World Cup Stadium                                                                                            | Jeonju World Cup Stadium  | Suwon World Cup Stadium  |
| Capacity: 35.657                                                                                                  | Capacity: 42.477          | Capacity: 43.959         |
| |                           |                          |

## Squadre qualificate
| Confederazione                            | Torneo di qualificazione               | Qualificata/e                                  |
| ----------------------------------------- | -------------------------------------- | ---------------------------------------------- |
| AFC (Asia)                                | Campionato asiatico Under-19 2016      | Iran Giappone Arabia Saudita Vietnam           |
| CAF (Africa)                              | Campionato africano Under-20 2017      | Guinea Senegal Sudafrica Zambia                |
| CONCACAF (Nord, Centro America & Caraibi) | Campionato nordamericano Under-20 2017 | Costa Rica Honduras Messico Stati Uniti        |
| CONMEBOL (Sud America)                    | Campionato sudamericano Under-20 2017  | Uruguay Ecuador Venezuela Argentina            |
| OFC (Oceania)                             | Campionato oceaniano Under-20 2016     | Nuova Zelanda Vanuatu                          |
| UEFA (Europa)                             | Campionato europeo Under-19 2016       | Portogallo Italia Inghilterra Francia Germania |
| Nazione ospitante                         | Nazione ospitante                      | Corea del Sud                                  |

## Fase a gironi
Si qualificano alla fase ad eliminazione diretta le due prime di ogni girone e le miglior quattro fra le terze classificate. Le posizioni in classifica vengono determinate usando, nell'ordine, i seguenti criteri:
1. maggior numero di punti:
2. miglior differenza reti;
3. maggior numero di gol segnati.

Se non è possibile stabilire la graduatoria con i precedenti criteri per due o più squadre vengono presi in considerazione:
1. maggior numero di punti ottenuti negli scontri diretti;
2. miglior differenza reti negli scontri diretti;
3. maggior numero di gol segnati negli scontri diretti;
4. sorteggio.

### Gruppo A
| Pos. | Squadra       | Pt | G | V | N | P | GF | GS | DR |
| ---- | ------------- | -- | - | - | - | - | -- | -- | -- |
| 1.   | Inghilterra   | 7  | 3 | 2 | 1 | 0 | 5  | 1  | +4 |
| 2.   | Corea del Sud | 6  | 3 | 2 | 0 | 1 | 5  | 2  | +3 |
| 3.   | Argentina     | 3  | 3 | 1 | 0 | 2 | 6  | 5  | +1 |
| 4.   | Guinea        | 1  | 3 | 0 | 1 | 2 | 1  | 9  | -8 |

| Arbitro: | Abdulla Hassan Mohamed |

|  |           |                                                      |
|  | Marcatori | 38’ Calvert-Lewin 52’ Armstrong 90+3’ (rig.) Solanke |

| Arbitro: | Julio Bascuñán |

|                                         |           |  |
| Lee S.W. 36’ Lim M.H. 76’ Paik S.Ho 81’ | Marcatori |  |

| Arbitro: | Joel Aguilar |

|          |           |                   |
| Cook 53’ | Marcatori | 59’ (aut.) Tomori |

| Arbitro: | Cüneyt Çakır |

|                                   |           |            |
| Lee S.W. 18’ Paik S.H. 42’ (rig.) | Marcatori | 50’ Torres |

| Arbitro: | César Ramos |

|            |           |  |
| Dowell 56’ | Marcatori |  |

| Arbitro: | Viktor Kassai |

|  |           |                                                         |
|  | Marcatori | 33’ Torres 43’, 79’ La. Martínez 50’ Zaracho 74’ Senesi |

### Gruppo B
| Pos. | Squadra   | Pt | G | V | N | P | GF | GS | DR  |
| ---- | --------- | -- | - | - | - | - | -- | -- | --- |
| 1.   | Venezuela | 9  | 3 | 3 | 0 | 0 | 10 | 0  | +10 |
| 2.   | Messico   | 4  | 3 | 1 | 1 | 1 | 3  | 3  | 0   |
| 3.   | Germania  | 4  | 3 | 1 | 1 | 1 | 3  | 4  | -1  |
| 4.   | Vanuatu   | 0  | 3 | 0 | 0 | 3 | 4  | 13 | -9  |

| Arbitro: | Gehad Grisha |

|                      |           |  |
| Peña 51’ Córdova 54’ | Marcatori |  |

| Arbitro: | Sergej Karasëv |

|                      |           |                                       |
| Kalo 52’ Wilkins 62’ | Marcatori | 10’ Magaña 25’ Cisneros 90+4’ Álvarez |

| Arbitro: | Kim Jong-hyeok |

|                                                                                      |           |  |
| Velásquez 30’ Córdova 42’, 73’ Peñaranda 46’ Faríñez 56’ (rig.) Hurtado 82’ Sosa 89’ | Marcatori |  |

| Daejeon 23 maggio 2017, ore 20:00 UTC+9 | Messico       | 0 – 0 referto | Germania | Daejeon World Cup Stadium (4.388 spett.)\| Arbitro: \| Janny Sikazwe \| |
| Arbitro:                                | Janny Sikazwe |               |          |                                                                         |

| Arbitro: | Jonas Eriksson |

|  |           |             |
|  | Marcatori | 33’ Córdova |

| Arbitro: | Walter López |

|                              |           |               |
| Badu 27’ Reese 32’ Iyoha 50’ | Marcatori | 52’, 77’ Kalo |

### Gruppo C
| Pos. | Squadra    | Pt | G | V | N | P | GF | GS | DR |
| ---- | ---------- | -- | - | - | - | - | -- | -- | -- |
| 1.   | Zambia     | 6  | 3 | 2 | 0 | 1 | 6  | 3  | +3 |
| 2.   | Portogallo | 4  | 3 | 1 | 1 | 1 | 4  | 4  | 0  |
| 3.   | Costa Rica | 4  | 3 | 1 | 1 | 1 | 2  | 2  | 0  |
| 4.   | Iran       | 3  | 3 | 1 | 0 | 2 | 4  | 6  | -2 |

| Arbitro: | César Ramos |

|                         |           |              |
| Chilufya 51’ Sakala 76’ | Marcatori | 90+1’ Hélder |

| Arbitro: | Jonas Eriksson |

|                |           |  |
| Mehdikhani 81’ | Marcatori |  |

| Arbitro: | Antonio Mateu Lahoz |

|                                             |           |                        |
| F.Sakala 54’ Mwepu 59’ E.Banda 65’ Daka 71’ | Marcatori | 7’, 49’ (rig.) Shekari |

| Arbitro: | Abdulrahman Al-Jassim |

|                  |           |                      |
| Marin 48’ (rig.) | Marcatori | 32’ (rig.) Gonçalves |

| Arbitro: | Matt Conger |

|          |           |  |
| Daly 15’ | Marcatori |  |

| Arbitro: | Roddy Zambrano |

|                                 |           |            |
| Gonçalves 54’ Taheri 86’ (aut.) | Marcatori | 4’ Shekari |

### Gruppo D
| Pos. | Squadra   | Pt | G | V | N | P | GF | GS | DR |
| ---- | --------- | -- | - | - | - | - | -- | -- | -- |
| 1.   | Uruguay   | 7  | 3 | 2 | 1 | 0 | 3  | 0  | +3 |
| 2.   | Italia    | 4  | 3 | 1 | 1 | 1 | 4  | 3  | +1 |
| 3.   | Giappone  | 4  | 3 | 1 | 1 | 1 | 4  | 5  | -1 |
| 4.   | Sudafrica | 1  | 3 | 0 | 1 | 2 | 1  | 4  | -3 |

| Arbitro: | Matthew Conger |

|                    |           |                    |
| Tomiyasu 7’ (aut.) | Marcatori | 48’ Ogawa 72’ Dōan |

| Arbitro: | Walter López |

|  |           |            |
|  | Marcatori | 76’ Amaral |

| Arbitro: | Roddy Zambrano |

|  |           |                                 |
|  | Marcatori | 23’ (rig.) Orsolini 57’ Favilli |

| Arbitro: | Szymon Marciniak |

|                                 |           |  |
| Schiappacasse 38’ Olivera 90+1’ | Marcatori |  |

| Incheon 27 maggio 2017, ore 20:00 UTC+9 | Uruguay        | 0 – 0 referto | Sudafrica | Incheon Football Stadium (7.707 spett.)\| Arbitro: \| Sergej Karasëv \| |
| Arbitro:                                | Sergej Karasëv |               |           |                                                                         |

| Arbitro: | Gehad Grisha |

|               |           |                       |
| Dōan 22’, 50’ | Marcatori | 3’ Orsolini 7’ Panico |

### Gruppo E
| Pos. | Squadra       | Pt | G | V | N | P | GF | GS | DR |
| ---- | ------------- | -- | - | - | - | - | -- | -- | -- |
| 1.   | Francia       | 9  | 3 | 3 | 0 | 0 | 9  | 0  | +9 |
| 2.   | Nuova Zelanda | 4  | 3 | 1 | 1 | 1 | 3  | 3  | 0  |
| 3.   | Honduras      | 3  | 3 | 1 | 0 | 2 | 3  | 6  | -3 |
| 4.   | Vietnam       | 1  | 3 | 0 | 1 | 2 | 0  | 6  | -6 |

| Arbitro: | Andrés Cunha |

|                                    |           |  |
| Augustin 15’ Harit 44’ Terrier 81’ | Marcatori |  |

| Cheonan 22 maggio 2017, ore 20:00 UTC+9 | Vietnam     | 0 – 0 referto | Nuova Zelanda | Cheonan Stadium (6.975 spett.)\| Arbitro: \| Sidi Alioum \| |
| Arbitro:                                | Sidi Alioum |               |               |                                                             |

| Arbitro: | Norbert Hauata |

|                                       |           |  |
| Thuram 18’ Augustin 22’, 45’ Poha 52’ | Marcatori |  |

| Arbitro: | Diego Haro |

|                                   |           |             |
| Bevan 1’, 56’ (rig.) Ashworth 23’ | Marcatori | 50’ Álvarez |

| Arbitro: | Kim Jong-Hyeok |

|  |           |                        |
|  | Marcatori | 22’, 37’ Saint-Maximin |

| Arbitro: | Abdulla Hassan Mohamed |

|                        |           |  |
| Cruz 76’ Álvarez 90+3’ | Marcatori |  |

### Gruppo F
| Pos. | Squadra        | Pt | G | V | N | P | GF | GS | DR |
| ---- | -------------- | -- | - | - | - | - | -- | -- | -- |
| 1.   | Stati Uniti    | 5  | 3 | 1 | 2 | 0 | 5  | 4  | +1 |
| 2.   | Senegal        | 4  | 3 | 1 | 1 | 1 | 2  | 1  | +1 |
| 3.   | Arabia Saudita | 4  | 3 | 1 | 1 | 1 | 3  | 4  | -1 |
| 4.   | Ecuador        | 2  | 3 | 0 | 2 | 1 | 4  | 5  | -1 |

| Arbitro: | Björn Kuipers |

|                         |           |                                    |
| Lino 5’ Cabezas 7’, 64’ | Marcatori | 36’, 54’ Sargent 90+4’ de la Torre |

| Arbitro: | Viktor Kassai |

|  |           |                      |
|  | Marcatori | 13’ Niane 15’ Diagne |

| Arbitro: | Sidi Alioum |

|             |           |                 |
| Caicedo 89’ | Marcatori | 7’, 84’ Al-Yami |

| Arbitro: | Andrés Cunha |

|  |           |             |
|  | Marcatori | 34’ Sargent |

| Jeonju 28 maggio 2017, ore 18:00 UTC+9 | Senegal             | 0 – 0 referto | Ecuador | Jeonju World Cup Stadium (11.047 spett.)\| Arbitro: \| Antonio Mateu Lahoz \| |
| Arbitro:                               | Antonio Mateu Lahoz |               |         |                                                                               |

| Arbitro: | Diego Haro |

|            |           |            |
| Lennon 40’ | Marcatori | 74’ Alamri |

### Confronto fra le terze classificate
Le quattro squadre con la miglior classifica si qualificano agli ottavi di finale. Ai sensi dell'articolo 17.8 del regolamento ufficiale, i criteri usati per determinare il miglior piazzamento sono, nell'ordine:
1. maggior numero di punti;
2. miglior differenza reti;
3. maggior numero di gol segnati;
4. maggior numero di punti fair play;
5. sorteggio.

| Pos. | Gr. | Squadra        | Pt | G | V | N | P | GF | GS | DR |
| ---- | --- | -------------- | -- | - | - | - | - | -- | -- | -- |
| 1.   | C   | Costa Rica     | 4  | 3 | 1 | 1 | 1 | 2  | 2  | 0  |
| 2.   | D   | Giappone       | 4  | 3 | 1 | 1 | 1 | 4  | 5  | -1 |
| 3.   | B   | Germania       | 4  | 3 | 1 | 1 | 1 | 3  | 4  | -1 |
| 4.   | F   | Arabia Saudita | 4  | 3 | 1 | 1 | 1 | 3  | 4  | -1 |
| 5.   | A   | Argentina      | 3  | 3 | 1 | 0 | 2 | 6  | 5  | +1 |
| 6.   | E   | Honduras       | 3  | 3 | 1 | 0 | 2 | 3  | 6  | -3 |

## Fase ad eliminazione diretta

### Tabellone
|  | Ottavi di finale        | Ottavi di finale       |                         |       | Quarti di finale          | Quarti di finale          |                         |                         | Semifinali | Semifinali |  |  | Finale | Finale |
|  |                         |                        |                         |       |                           |                           |                         |                         |            |            |  |  |        |        |
|  | 30 maggio - 20:00 UTC+9 |                        |                         |       |                           |                           |                         |                         |            |            |  |  |        |        |
|  |                         |                        |                         |       |                           |                           |                         |                         |            |            |  |  |        |        |
|  | 2A. Corea del Sud       | 1                      |                         |       |                           |                           |                         |                         |            |            |  |  |        |        |
|  | 2A. Corea del Sud       | 1                      | 4 giugno - 18:00 UTC+9  |       |                           |                           |                         |                         |            |            |  |  |        |        |
|  | 2C. Portogallo          | 3                      |                         |       |                           |                           |                         |                         |            |            |  |  |        |        |
|  | 2C. Portogallo          | 3                      | Portogallo              | 2 (4) |                           |                           |                         |                         |            |            |  |  |        |        |
|  | 31 maggio - 17:00 UTC+9 |                        | Portogallo              | 2 (4) |                           |                           |                         |                         |            |            |  |  |        |        |
|  |                         | Uruguay (dcr)          | 2 (5)                   |       |                           |                           |                         |                         |            |            |  |  |        |        |
|  | 1D. Uruguay             | Uruguay (dcr)          | 2 (5)                   | 1     |                           |                           |                         |                         |            |            |  |  |        |        |
|  | 1D. Uruguay             |                        | 8 giugno - 17:00 UTC+9  | 1     |                           |                           |                         |                         |            |            |  |  |        |        |
|  | 3F. Arabia Saudita      | 0                      |                         |       |                           |                           |                         |                         |            |            |  |  |        |        |
|  | 3F. Arabia Saudita      | 0                      | Uruguay                 | 1 (3) |                           |                           |                         |                         |            |            |  |  |        |        |
|  | 30 maggio - 17:00 UTC+9 |                        | Uruguay                 | 1 (3) |                           |                           |                         |                         |            |            |  |  |        |        |
|  |                         | Venezuela (dcr)        | 1 (4)                   |       |                           |                           |                         |                         |            |            |  |  |        |        |
|  | 1B. Venezuela (dts)     | Venezuela (dcr)        | 1 (4)                   | 1     |                           |                           |                         |                         |            |            |  |  |        |        |
|  | 1B. Venezuela (dts)     | 4 giugno - 15:00 UTC+9 |                         | 1     |                           |                           |                         |                         |            |            |  |  |        |        |
|  | 3D. Giappone            | 0                      |                         |       |                           |                           |                         |                         |            |            |  |  |        |        |
|  | 3D. Giappone            | 0                      | Venezuela (dts)         | 2     |                           |                           |                         |                         |            |            |  |  |        |        |
|  | 1 giugno - 20:00 UTC+9  |                        | Venezuela (dts)         | 2     |                           |                           |                         |                         |            |            |  |  |        |        |
|  |                         | Stati Uniti            | 1                       |       |                           |                           |                         |                         |            |            |  |  |        |        |
|  | 1F. Stati Uniti         | Stati Uniti            | 1                       | 6     |                           |                           |                         |                         |            |            |  |  |        |        |
|  | 1F. Stati Uniti         |                        | 11 giugno - 19:00 UTC+9 | 6     |                           |                           |                         |                         |            |            |  |  |        |        |
|  | 2E. Nuova Zelanda       | 0                      |                         |       |                           |                           |                         |                         |            |            |  |  |        |        |
|  | 2E. Nuova Zelanda       | 0                      | Venezuela               | 0     |                           |                           |                         |                         |            |            |  |  |        |        |
|  | 1 giugno - 20:00 UTC+9  |                        | Venezuela               | 0     |                           |                           |                         |                         |            |            |  |  |        |        |
|  |                         | Inghilterra            | 1                       |       |                           |                           |                         |                         |            |            |  |  |        |        |
|  | 1E. Francia             | Inghilterra            | 1                       | 1     |                           |                           |                         |                         |            |            |  |  |        |        |
|  | 1E. Francia             | 5 giugno - 17:00 UTC+9 |                         | 1     |                           |                           |                         |                         |            |            |  |  |        |        |
|  | 2D. Italia              | 2                      |                         |       |                           |                           |                         |                         |            |            |  |  |        |        |
|  | 2D. Italia              | 2                      | Italia (dts)            | 3     |                           |                           |                         |                         |            |            |  |  |        |        |
|  | 31 maggio - 20:00 UTC+9 |                        | Italia (dts)            | 3     |                           |                           |                         |                         |            |            |  |  |        |        |
|  |                         | Zambia                 | 2                       |       |                           |                           |                         |                         |            |            |  |  |        |        |
|  | 1C. Zambia (dts)        | Zambia                 | 2                       | 4     |                           |                           |                         |                         |            |            |  |  |        |        |
|  | 1C. Zambia (dts)        |                        | 8 giugno - 20:00 UTC+9  | 4     |                           |                           |                         |                         |            |            |  |  |        |        |
|  | 3B. Germania            | 3                      |                         |       |                           |                           |                         |                         |            |            |  |  |        |        |
|  | 3B. Germania            | 3                      | Italia                  | 1     |                           |                           |                         |                         |            |            |  |  |        |        |
|  | 1 giugno - 16:30 UTC+9  |                        | Italia                  | 1     |                           |                           |                         |                         |            |            |  |  |        |        |
|  |                         | Inghilterra            | 3                       |       | Finale per il terzo posto | Finale per il terzo posto |                         |                         |            |            |  |  |        |        |
|  | 2B. Messico             | Inghilterra            | 3                       | 1     | Finale per il terzo posto | Finale per il terzo posto |                         |                         |            |            |  |  |        |        |
|  | 2B. Messico             | 5 giugno - 20:00 UTC+9 | 5 giugno - 20:00 UTC+9  | 1     |                           |                           | 11 giugno - 15:30 UTC+9 | 11 giugno - 15:30 UTC+9 |            |            |  |  |        |        |
|  | 2F. Senegal             | 5 giugno - 20:00 UTC+9 | 5 giugno - 20:00 UTC+9  | 0     |                           |                           | 11 giugno - 15:30 UTC+9 | 11 giugno - 15:30 UTC+9 |            |            |  |  |        |        |
|  | 2F. Senegal             | Messico                | 0                       | 0     | Italia (dcr)              | 0 (4)                     |                         |                         |            |            |  |  |        |        |
|  | 31 maggio - 20:00 UTC+9 | Messico                | 0                       |       | Italia (dcr)              | 0 (4)                     |                         |                         |            |            |  |  |        |        |
|  |                         | Inghilterra            | 1                       |       | Uruguay                   | 0 (1)                     |                         |                         |            |            |  |  |        |        |
|  | 1A. Inghilterra         | Inghilterra            | 1                       | 2     | Uruguay                   | 0 (1)                     |                         |                         |            |            |  |  |        |        |
|  | 1A. Inghilterra         |                        |                         | 2     |                           |                           |                         |                         |            |            |  |  |        |        |
|  | 3C. Costa Rica          | 1                      |                         |       |                           |                           |                         |                         |            |            |  |  |        |        |
|  | 3C. Costa Rica          | 1                      |                         |       |                           |                           |                         |                         |            |            |  |  |        |        |

### Ottavi di finale
| Arbitro: | Björn Kuipers |

|              |           |  |
| Herrera 108’ | Marcatori |  |

| Arbitro: | Andrés Cunha |

|              |           |                                |
| Lee S.H. 81’ | Marcatori | 10’, 69’ Xadas 27’ Bruno Costa |

| Arbitro: | Janny Sikazwe |

|                       |           |  |
| De La Cruz 50’ (rig.) | Marcatori |  |

| Arbitro: | Julio Bascuñán |

|                  |           |          |
| Lookman 35’, 63’ | Marcatori | 89’ Leal |

| Arbitro: | Joel Aguilar |

|                                                   |           |                                    |
| E. Banda 50’ F. Sakala 68’ Mwepu 86’ Mayembe 107’ | Marcatori | 37’ Ochs 89’ Serdar 90+4’ Arweiler |

| Arbitro: | Cüneyt Çakır |

|              |           |  |
| Cisneros 89’ | Marcatori |  |

| Arbitro: | Szymon Marciniak |

|                     |           |                         |
| Augustin 37’ (rig.) | Marcatori | 27’ Orsolini 53’ Panico |

| Arbitro: | Abdulrahman Al-Jassim |

|                                                                     |           |  |
| Sargent 32’ Ebobisse 64’ Lennon 65’ Glad 76’ Trusty 84’ Kunga 90+3’ | Marcatori |  |

### Quarti di finale
| Arbitro: | Jonas Eriksson |

|                              |           |               |
| Peñaranda 96’ Ferraresi 115’ | Marcatori | 117’ Ebobisse |

| Arbitro: | César Ramos |

|                                              |                      |                                                      |
| Silva 1’ Gonçalves 41’                       | Marcatori            | 16’ Bueno 50’ (rig.) Valverde                        |
| Dias Dalot Xadas Gedson Pepê Gomes A.Ribeiro | Tiri di rigore 4 – 5 | Valverde Rodríguez Canobbio Ardaiz Amaral Viña Bueno |

| Arbitro: | Roddy Zambrano |

|                                    |           |                       |
| Orsolini 50’ Dimarco 88’ Vido 111’ | Marcatori | 4’ Daka 84’ F. Sakala |

| Arbitro: | Abdulla Hassan Mohamed |

|  |           |             |
|  | Marcatori | 47’ Solanke |

### Semifinali
| Arbitro: | Szymon Marciniak |

|                                                  |                      |                                            |
| De La Cruz 49’ (rig.)                            | Marcatori            | 90+1’ Sosa                                 |
| Valverde Rodríguez Canobbio Bentancur De La Cruz | Tiri di rigore 3 – 4 | Peñaranda Sosa R.Hernández Soteldo Herrera |

| Arbitro: | Antonio Mateu Lahoz |

|             |           |                              |
| Orsolini 2’ | Marcatori | 66’, 88’ Solanke 77’ Lookman |

### Finale 3º posto
| Arbitro: | César Ramos |

|                         |                      |                                  |
| Valverde Amaral Boselli | Tiri di rigore 1 – 4 | Vido Marchizza Mandragora Panico |

### Finale
| Arbitro: | Björn Kuipers |

|  |           |                   |
|  | Marcatori | 35’ Calvert-Lewin |

## Premi
I seguenti premi sono stati assegnati alla fine del torneo.
| Pallone d'oro        | Pallone d'argento | Pallone di bronzo   |
| -------------------- | ----------------- | ------------------- |
| Dominic Solanke      | Federico Valverde | Yangel Herrera      |
| Scarpa d'oro         | Scarpa d'argento  | Scarpa di bronzo    |
| Riccardo Orsolini    | Josh Sargent      | Jean-Kévin Augustin |
| 5 gol / 0 assist     | 4 gol / 1 assist  | 4 gol / 0 assist    |
| Guanto d'oro         |                   |                     |
| Freddie Woodman      |                   |                     |
| FIFA Fair Play Award |                   |                     |
| Messico              |                   |                     |

## Classifica marcatori
5 reti
- Riccardo Orsolini (1 rig.)

4 reti
- Jean-Kévin Augustin (1 rig.)
- Dominic Solanke (1 rig.)
- Josh Sargent
- Sergio Córdova
- Fashion Sakala

3 reti
- Ademola Lookman
- Reza Shekari (1 rig.)
- Ritsu Dōan
- Diogo Gonçalves (1 rig.)
- Bong Kalo

2 reti
- Abdulrahman Al-Yami
- Lautaro Martínez
- Marcelo Torres
- Bryan Cabezas
- Allan Saint-Maximin
- Jorge Daniel Álvarez

- Dominic Calvert-Lewin
- Giuseppe Panico
- Lee Seung-woo
- Paik Seung-Ho
- Ronaldo Cisneros
- Myer Bevan (1 rig.)

- Xadas
- Jeremy Ebobisse
- Brooks Lennon
- Nicolás De La Cruz (1 rig.)
- Adalberto Peñaranda
- Samuel Sosa

- Emmanuel Banda
- Patson Daka
- Enock Mwepu

1 rete
- Abdulelah Alamri
- Marcos Senesi
- Matías Zaracho
- Jostin Daly Cordero
- Randall Leal
- Jimmy Marin Vilchez (1 rig.)
- Jordy Caicedo
- Hernan Lino
- Amine Harit
- Denis-Will Poha
- Martin Terrier
- Marcus Thuram
- Jonas Arweiler
- Kentu Malcolm Badu

- Emmanuel Iyoha
- Philipp Ochs
- Fabian Reese
- Suat Serdar
- Sendel Cruz
- Adam Armstrong
- Lewis Cook
- Kieran Dowell
- Mehdi Mehdikhani
- Federico Dimarco
- Andrea Favilli
- Luca Vido
- Koki Ogawa
- Lim Min-hyeok

- Lee Sang-heon
- Edson Álvarez
- Kevin Magaña
- Hunter Ashworth
- Bruno Xavier Almeida Costa
- Hélder José Castro Ferreira
- Xande Silva
- Ousseynou Cavin Diagne
- Ibrahima Niane
- Luca de la Torre
- Justen Glad
- Lagos Kunga
- Auston Trusty
- Rodrigo Amaral

- Santiago Bueno
- Mathías Olivera
- Nicolás Schiappacasse
- Federico Valverde
- Ronaldo Wilkins
- Wuilker Faríñez
- Nahuel Ferraresi
- Yangel Herrera
- Jan Carlos Hurtado
- Ronaldo Peña
- Williams Velásquez
- Edward Chilufya
- Shemmy Mayembe

Autoreti
- Fikayo Tomori (1 pro Guinea)
- Nima Taheri (1 pro Portogallo)
- Takehiro Tomiyasu (1 pro Sudafrica)